# Lorenzo Arnone Sipari
Lorenzo Arnone Sipari, né le 10 octobre 1973 à Rome, est un historien italien.
Il est l'auteur de nombreux essais sur l'histoire sociale et de l'environnement qui accordent une place privilégiée aux origines et au développement du parc national des Abruzzes.

## Biographie
Né à Rome, Lorenzo Arnone Sipari est docteur en Lettres modernes de l'université de Cassino où il a publié de nombreux travaux d'histoire qui ont pour objet la formation et le développement de la bourgeoisie du Mezzogiorno, aux XIXe et XXe siècles. Il a notamment étudié le phénomène de la constitution des élites, à travers les Rotary Club de Frosinone, Cassino et Fiuggi ; il s'est également intéressé aux organisations et associations ouvrières telles que la « Società Operaia » de Sora.
Depuis 1998, Arnone Sipari mène des recherches sur la sauvegarde de la nature et en particulier sur l'histoire du parc national des Abruzzes. Son dernier ouvrage, paru en 2011, est un recueil de textes qui réunit des articles, rapports et correspondances de Erminio Sipari, un député du royaume d'Italie, qui fut le fondateur et le premier président de ce parc.
Par ailleurs, Arnone Sipari a consacré une part importante de ses recherches à la vie et à l'œuvre de Benedetto Croce, en se centrant plus particulièrement sur la démarche historique du célèbre philosophe italien et sur les fondements d'ordre à la fois social et culturel de sa pensée.

## Œuvres

### Histoire sociale
- Famiglia, patrimonio, potere locale: i Sipari in Terra di Lavoro nella seconda metà dell'Ottocento, in S. Casmirri, Le élites italiane prima e dopo l'unità: formazione e vita civile, Minturno 2000: 216-265.
- L'archivio e la biblioteca della Società operaia di mutuo soccorso di Sora, Soveria Mannelli 2001.
- Élite locale e infrastrutture: il caso della ferrovia Cassino-Atina-Sora, 1883-1914, in S. Casmirri, Lo stato in periferia: Élites, istituzioni e poteri locali nel Lazio meridionale tra Ottocento e Novecento, Università di Cassino 2003: 111-164.
- Spirito rotariano e impegno associativo nel Lazio meridionale: i Rotary Club di Frosinone, Cassino e Fiuggi, 1959-2005, Universita di Cassino 2005.
- Élites locali di Terra di Lavoro in età liberale: l'opera di Vincenzo Mazzenga, "Annale di storia regionale", 2006, I: 111-140.

### Conservation de la nature
- Dalla riserva reale dell'Alta Val di Sangro alla costituzione del Parco Nazionale d'Abruzzo, "La lunga guerra per il Parco Nazionale d'Abruzzo, Lanciano 1998: 49-66.
- In difesa del nome Parco Nazionale d'Abruzzo, "Rivista Abruzzese", 2001, III: 251-253.
- Verso l'oro verde. La costruzione del turismo nel parco nazionale d'Abruzzo 1948-1973, "Adriatico", 2003, III: 39-47.
- "Il Parco nazionale d'Abruzzo liberato dall'allagamento": un conflitto tra tutela ambientale e sviluppo industriale durante il fascismo, "Rivista della Scuola Superiore dell'Economia e delle Finanze", 2004, VIII-IX: 27-39 (archive).
- Scritti scelti di Erminio Sipari sul Parco Nazionale d'Abruzzo (1922-1933), Trento 2011.

### À propos deCroce
- Benedetto Croce e la monografia di Pescasseroli dall'Archivio Sipari di Alvito, "Rivista Abruzese", 1998, IV: 309-314.
- Croce tra noi, Due giornate di studio (Pescasseroli - Università di Cassino 3-4 giugno 2002), Atripalda 2003.
- Gli inediti di Benedetto Croce nell'Archivio Sipari di Alvito, "L'Acropoli", 2004, III: 309-319.
- Il brigantaggio meridionale nell'opera di Benedetto Croce tra le due guerre, in R. Colapietra, Benedetto Croce ed il Brigantaggio meridionale: un difficile rapporto, L'Aquila 2005: 73-85.

## Crédit d'auteurs
- (en) Cet article est partiellement ou en totalité issu de l’article de Wikipédia en anglais intitulé « Lorenzo Arnone Sipari » (voir la liste des auteurs).